# Accouchement sans douleur
Pour les articles homonymes, voir ASD.
L’accouchement sans douleur (ASD), également appelé méthode Lamaze, est un ensemble de techniques visant à supprimer l’angoisse et les douleurs de l’accouchement par une préparation durant la grossesse et l’utilisation de techniques complémentaires pendant l’accouchement, et par la création d’un rapport de confiance et de collaboration entre l’équipe médicale et la mère. Ces techniques ont été développées principalement au Royaume-Uni et en URSS au milieu du XXe siècle.

## Situation antérieure
Différentes préparations étaient utilisées de façon certaine à la fin du Moyen Âge et aux Temps modernes (entre 1500 et la Révolution française) pour atténuer ou supprimer la douleur, y compris celle de l’accouchement : narcotiques et sédatifs divers, alcool pour les médecins, plantes préparées sous forme d’infusions ou de décoctions pour les sages-femmes.
Des traitements médicamenteux visant la réduction des douleurs font leur apparition au début du XIXe siècle : protoxyde d'azote, éther, chloroforme sont utilisés, non sans accidents : on évalue à environ 25 000 le nombre de morts liées à l’anesthésie pendant l’accouchement entre 1846 et 1946 au Royaume-Uni. En France, Louis Funck-Brentano tente au milieu du XXe siècle de mettre au point un traitement chimique de la douleur lors de la mise au monde. La toxicité des produits anesthésiques pour le fœtus est très rarement évoquée, bien que ne souffrant pas d’exception.

## Différentes techniques
Les techniques d’accouchement sans douleur reposent en grande partie sur le psychisme, les douleurs venant en partie des craintes de l’accouchement.
À la fin du XVIIIe siècle en France, le magnétisme est utilisé dans ce but. L’Académie de médecine en débat tout au long du siècle suivant, sans conclure à son utilité. Mais, comme l’hypnose défendue par Charcot et Brown-Sequard, elles sont presque complètement abandonnées en France. Freud, Nikolaiev et Velvoski, qui ont suivi les cours de Charcot, utilisent ses techniques.
Grantly Dick-Read, médecin militaire britannique de l’armée des Indes, constate que les femmes indiennes peuvent mettre au monde sans douleur, et reprendre aussitôt après leurs tâches accoutumées. En rapprochant ses observations de celles de l’accoucheur George Julius Engelmann (en)(L’accouchement dans les peuples primitifs) et du neurophysiologiste Charles Sherrington, il fonde sa thèse, en 1910, de l’accouchement tel que voulu par Dieu, sans crainte et sans douleur, qu’il oppose à l’accouchement médicamenteux tel qu’il est répandu dans les pays anglo-saxons au début du XXe siècle.
En URSS, Nikolaiev et Velvosky, qui utilisent les travaux d'Ivan Pavlov, mettent réellement au point une méthode d’accouchement sans douleur, se fondant en partie sur le conditionnement mental.
La méthode soviétique, généralisée à toute l’URSS en 1951, est diffusée dans le monde, sous le nom de « psychoprophylaxie obstétrique » (PPO), par les relais que lui offrent les partis communistes.
C’est le cas en France où Fernand Lamaze est à la tête d’une délégation envoyée par le PCF en 1951 à Leningrad pour observer les méthodes soviétiques. Cette délégation comprend Georges Heuyer (pédopsychiatre), Benjamin Weill-Hallé (fondateur de la puériculture), Marie-Andrée Lagroua Weill-Hallé ; tous ne sont pas communistes, mais tous sont issus de la Résistance.
Fernand Lamaze, en 1952, et son équipe améliorent encore la technique soviétique, notamment en ajoutant la technique de la « respiration du petit chien » (inventée par le kinésithérapeute André Bourrel). Cet ensemble de techniques, dite « accouchement sans douleur » en France, est appelée « technique Lamaze » dans le reste du monde (Lamaze training, metodo Lamaze, etc.).

## Les différentes techniques et leurs effets
- Méthode Bonapace : méthode de contrôle de la douleur pendant la grossesse et l'accouchement, associant activement le futur père.

## Diffusion
Le Mouvement français pour le planning familial (MFPF) soutient, notamment par son collège des médecins du Planning familial, l’accouchement sans douleur. D’autres organisations, comme le syndicat des métallurgistes de la région parisienne (qui finance la polyclinique des Bluets), l’Union des femmes françaises (UFF, issue de la Résistance), soutiennent également cette méthode.
Les premiers cours sont donnés en France à la polyclinique des Bluets, financée par la Maison des Métallos. Le premier accouchement que Lamaze et la nouvelle mère considèrent comme un "succès complet", a lieu le 7 février 1952; après quoi, dès le 19 février l'application de la méthode se généralise aux Bluets. Louis Dalmas filme un accouchement sans douleur en 1954. L’arrivée de ces techniques accessibles à toutes, qui libèrent la femme de la douleur et de ce qui semblait une fatalité, est considérée comme une révolution, encore aujourd’hui. De plus, les cours de préparation donnent aux femmes une réelle connaissance de leur corps et des processus qui s’y déroulent.
Le succès de la méthode (la clinique avance le chiffre de 70 % d’accouchements indolores) est encouragé par des crédits de la municipalité de Paris. Le PCF orchestre une mobilisation de masse, puis fait une proposition de loi en 1953, votée en 1956 et effective en 1959, par laquelle la Sécurité sociale prend en charge les neuf séances de préparation à l’accouchement,. En 1966, la moitié des parturientes sont considérées comme préparées en France ; la proportion est de seulement 25 % en 1972, et reste entre 20 et 30 % jusqu’au début des années 1990.
L’accouchement sans douleur reçoit aussi un certain soutien du côté de la presse féminine protestante, qui s’éloigne de la vision d’une femme devant nécessairement se sacrifier.
Bien plus, la méthode soviétique (PPO) est portée dans le monde entier par les mouvements marxistes mais aussi et surtout par le mouvement d’émancipation féminine des années 1950 et de libération sexuelle des décennies suivantes,.

## Oppositions
L’opposition vient des milieux conservateurs, bien que le pape Pie XII juge le 8 janvier 1956 l’ASD tout à fait irréprochable moralement devant sept cents gynécoloques,. En France, certains médecins accusent Fernand Lamaze de charlatanisme, ce qui lui vaut même deux procès, mais il est blanchi, notamment grâce aux succès de la méthode. Le corps médical considère à l’époque que les douleurs de l’accouchement sont dues à la bipédie et sont donc inévitables. La thèse récente de July Bouhaillier montre qu’il n’en est rien et que l’accouchement chez une femme ne présente pas de difficultés fondamentalement différentes de la mise bas chez les anthropoïdes, certaines femmes ayant eu un accouchement sans douleur avant que les techniques permettant de le généraliser n’apparaissent.
Les difficultés viennent aussi des mentalités, même quand les ecclésiastiques ne s’y opposent pas. La douleur apparaît comme consubstantielle à l’accouchement, depuis des millénaires, même avant l’apparition du christianisme : ainsi, en grec, odis désigne la douleur fulgurante de la fin de l’accouchement. Même à la fin des années 1960, la douleur est encore considérée comme un élément qui permet à une femme de se réaliser par des personnalités comme Hélène Deutsch (psychiatre et psychanalyste), Geneviève Gennari (romancière) ou Ménie Grégoire. Laurence Croix relève ainsi le statut emblématique des douleurs de l’accouchement, y compris en psychanalyse, où elles symbolisent la douleur de la séparation.

## Suites
L’ANEA, issue du MFPF et rassemblant des sommités du monde médical français (dont quatre prix Nobel), après avoir soutenu la diffusion de l’ASD, milite par la suite pour l’autorisation de la contraception (soutien à la loi Neuwirth) et la légalisation de l’avortement (loi Veil).
Les préparations à l’accouchement, ASD sous un autre nom, se sont généralisées et développées à la suite de la diffusion de l’ASD. Leur efficacité est par contre difficile à mesurer. Elles incluent parfois une préparation psychologique, pour aider les parents à faire face aux doutes et aux souffrances psychiques qui resurgissent au moment de l’arrivée d’un enfant ; elles se sont diversifiées, parfois en adoptant une forme plus adaptée à la culture des mères (comme l’arbre à palabres de la professeure Egullion pour les mères d’origine africaine). Diverses méthodes reprennent des éléments de la méthode Lamaze, dont la méthode Leboyer conçue par le gynécologue français Leboyer.
Il s’avère par contre que les théories neurophysiologistes sur lesquelles s’appuyaient les concepteurs de l’ASD étaient fausses, ce qui n’enlève rien à l’efficacité de la méthode.
Dans les pays occidentaux, le rapport entre la mère et l’équipe médicale a changé depuis cette époque : désormais, l’accouchement, non seulement se fait dans l’intimité, mais la mère décide à chaque étape de l’accouchement : accouchement sans médication, sous péridurale, césarienne, etc., ayant ainsi pleinement le contrôle de son corps,. Certains gynécologues de renom, comme Bernard Jamain, apportent un bémol à cette vision : pour eux, c’est bien le médecin obstétricien qui décide seul au cours de l’accouchement. La méthode de l’ASD est aussi en grande partie à l’origine de l’introduction des pères dans la salle d’accouchement.
L’accouchement sous anesthésie péridurale, réapparu en 1972 (remboursé depuis 1994 en France) a succédé à l’ASD dans la diminution ou la suppression de la douleur (50 à 60 % des accouchements), même s’il n’est pas efficace non plus pour toutes les femmes : alors qu’elles peuvent ressentir la douleur, elles perdent la sensation du bébé qui passe et qui sort.

## Accouchement sans douleur dans les années 2020
Dans les années 2020, les femmes qui souhaitent accoucher de façon naturelle et sans douleur se tournent de plus en plus vers l'accouchement sous hypnose ou l'hypnonaissance. Cette technique a été mise au point dans les années 1930 par Grantly Dick-Read et repose sur les mêmes principes que l'accouchement sans douleur de Lamaze : rompre l'effet peur-tension-douleur en déconstruisant auprès de la femme enceinte l'image d'accouchements effrayants et dangereux, et en lui apprenant différentes techniques de relaxation profonde. En ce sens, l'hypnonaissance va plus loin que l'accouchement sans douleur.
Bien qu'existant depuis plus d’un demi-siècle, l'hypnonaissance n'a été popularisée que depuis les années 1990,. Le souhait de Kate Middleton d'accoucher par hypnonaissance contribue également à médiatiser cette technique.

### Documentation audiovisuelle
- Franck Cuvelier, La naissance, une révolution ! documentaire, 2012 (52 minutes)